# Maceira (Torres Vedras)
Maceira is een plaats (freguesia) in de Portugese gemeente Torres Vedras en telt 1845 inwoners (2001).